# 迂回生産
迂回生産（うかいせいさん）とは経済学用語の一つ。
消費財を生産する場合に、まずは道具や機械などの生産財を生産し、その生産財を用いて消費財を生産するという方法。この場合では初期費用や消費財の生産までに多くの時間を費やすことになるが、最終的に多くの利益が上げられるために迂回生産が行われている。ヴィルヘルム・ロッシャーが漁師の例を用いて、漁を行う場合に素手で魚を採るよりも、資本を投じて船や網などの生産財を用いた方が多くの魚を採れると説いた事が有名。

## 食料の迂回生産
食料の迂回生産とは、家畜や養殖水産物などが、穀物飼料や人が通常は食用にできない草などを食べて、人が必要とする動物性タンパク質源である肉や乳、卵などを生産することである。時には、飼料変換効率の悪さや飼料の価格が問題視され、家畜に穀物を奪われて、人々が飢えていると議論されることがある。近年では、牛のゲップに含まれるメタンガスが地球温暖化を増長していることが問題になっている。また、日本では穀物飼料のほとんどを海外から輸入しているため、運搬においても温室効果ガスを発生させている。
地球には、世界の農作物生産量が公平に行き渡った場合、カロリー換算では90億人を養う余力があるが、2017年時点で8億人以上（世界人口の9人に1人）が飢餓状態にある。このギャップの原因は主に分配問題であり、穀物を家畜飼料として利用する迂回生産や食品以外への原料利用、流通・消費段階における食品ロスなどを見直せば、人間へのより多くの食料供給が可能になる。家畜飼料としての迂回生産について、2013年の研究では、飼料から畜産物への熱量変換効率は、可食部のみを考慮すると、牛乳40%、鶏卵22%、鶏肉12%、豚肉10%、牛肉3%だった。また、油脂作物や果物、野菜、豆類も含めた41種類の作物について、カロリーベースで直接的に人間の食料として消費されるのが55%、家畜飼料が36%、バイオ燃料など食品以外への利用が9%だった。貧富の差による食料分配の不均衡は、先進国が単純に食料を買い付けるのではなく、畜産物消費が食習慣に埋め込まれるかたちで生まれている。畜産物（食肉・生乳・卵）の消費量は、世界全体で増加傾向にあり、2015年に73億人だった世界の人口は、2050年にはアジアとアフリカ地域の増加により97億人に達すると予測されている。
日本においては、2012年のカロリーベースの食料自給率は40%と低い。消費した食肉は55%が国内生産であり、その家畜に与える輸入飼料の比率は74%だった。また日本の輸入水産物の消費量は、全食肉消費量よりも多い。エビなどの水産物養殖は、飼料に穀物や水産物を利用する迂回生産や、海岸汽水域の環境破壊の問題があり、天然魚は乱獲により生態系を乱さない消費が求められている。